# بارخان
بارخان (به انگلیسی: Barkhan) یک شهر در پاکستان است که در ایالت بلوچستان واقع شده‌است.